# 新田栄
新田 栄（にった さかえ、1938年5月16日 - ）は、日本の映画監督。サカエ企画代表。ピンク映画専任で活動している。群馬県桐生市出身。媒体によっては群馬県新田郡藪塚本町出身と答えている。

## 略歴
- 1957年に上京。日綿實業に就職したのち、東京俳優学校を経て、北村淳として俳優活動[1]。
- 1977年、谷ナオミ劇団のマネジャーに就任
- 1982年２月劇場公開の「乱れた人妻たち」（東活）が初監督作品。
- 1983年 ３月劇場公開の「女教師・緊縛化粧」（新東宝映画）がヒットしてビデオ化。
- 1982年からは、東活のレギュラー監督とし八木沢修平など別名義も使って毎月2本も撮る多忙さであった[2]。
- 1987年11月公開の「急に変になっちゃうのよ・・・？」は東活作品で唯一のビデオ化。
- 1993年 - 「女子大生・スカートの中をえぐれ！」がヒット。
- 90年代に入り、エクセス・フィルム（新日本映像）や新東宝映画で作品を多数発表。とくに前者はレギュラーの監督となる。
- 2002年5月公開の「介護ＳＥＸ　お義父さん、やめて！」は螢雪次朗の最後のピンク映画出演作品となった。

## 監督
※代表的な作品
- 「指の記録」
- 「エステセックス美容法」
- 「姉妹責め」
- 「見たり！嗅いだり」
- 「味をしらない人妻」
- 「白い制服」
- 「緊縛 縄の陶酔」（主演：早乙女宏美）
- 「ノーパンしゃぶしゃぶ　下半身接待」（主演：風間ゆみ）
- 「和風コンパニオン　絶頂露天風呂」